# Heterusia
Heterusia is een geslacht van vlinders van de familie spanners (Geometridae), uit de onderfamilie Larentiinae.

## Soorten
- H. adventa Prout, 1934
- H. amita Dognin, 1909
- H. angustimargo Prout, 1910
- H. atalantata Guenée, 1858
- H. barbara Dognin, 1900
- H. barriosi Ureta, 1956
- H. binotata Warren, 1904
- H. brumalis Schaus, 1901
- H. brunonaria Maassen, 1890
- H. captata Dognin, 1893
- H. ceresia Druce, 1893
- H. coecata Warren, 1905
- H. coliadata Walker, 1862
- H. colmala Thierry-Mieg, 1893
- H. columbi Thierry-Mieg, 1893
- H. combana Druce, 1893
- H. conduplicaria Hübner, 1825
- H. conflictata Guenée, 1858
- H. conna Druce, 1893
- H. consobrina Warren, 1907
- H. creusa Druce, 1893
- H. crossa Druce, 1893
- H. cruciata Staudinger, 1894
- H. declivis Dognin, 1911
- H. deprivata Walker, 1862
- H. dividata Snellen, 1878
- H. eruptiva Bastelberger, 1908
- H. fallax Bastelberger, 1907
- H. fidoniata Staudinger, 1894
- H. fidonioides Bastelberger, 1911
- H. flavocellata Warren, 1897
- H. fractifascia Warren, 1901
- H. frugalis Dognin, 1909
- H. funebris Warren, 1897
- H. gratulata Guenée, 1858
- H. hesperiaria Walker, 1862
- H. hippomenata Snellen, 1874
- H. hippomenatoides Dognin, 1895
- H. humeraria Walker, 1862
- H. hypophlebica Prout, 1923
- H. jacintina Thierry-Mieg, 1893
- H. jelskiaria Oberthür, 1881
- H. lacrymosa Thierry-Mieg, 1896
- H. lymnadoides Prout, 1931
- H. maculata Dognin, 1907
- H. mendaciaria Walker, 1862
- H. merla Staudinger, 1894
- H. merula Thierry-Mieg, 1893
- H. monospilata Snellen, 1874
- H. morvena Thierry-Mieg, 1910

- H. morvula Staudinger, 1894
- H. nondescripta Warren, 1901
- H. obtusa Dognin, 1911
- H. ochrozona Felder, 1875
- H. ovatiplaga Warren, 1905
- H. particolor Warren, 1897
- H. partitata Guenée, 1858
- H. picata Dognin, 1904
- H. placula Druce, 1893
- H. plagia Druce, 1893
- H. plenilimes Warren, 1907
- H. polymela Druce, 1893
- H. praeangulata Bastelberger, 1908
- H. primulimacula Prout, 1923
- H. proana Druce, 1893
- H. proanodes Dognin, 1914
- H. promenea Druce, 1893
- H. prusa Druce, 1893
- H. prusioides Dognin, 1909
- H. pyriformis Bastelberger, 1911
- H. quadruplicaria Geyer, 1832
- H. repagulata Bastelberger, 1908
- H. rosgala Thierry-Mieg, 1896
- H. rubrimarmorata Dognin, 1902
- H. rufifimbria Dognin, 1903
- H. salvini Butler, 1875
- H. separata Warren, 1907
- H. simulatrix Dognin, 1907
- H. sinuosa Felder, 1875
- H. stoltzmannaria Oberthür, 1881
- H. subangulata Maassen, 1890
- H. subvermiculata Dognin, 1911
- H. thierryi Bastelberger, 1908
- H. tiricia Dognin, 1893
- H. triflavata Dognin, 1903
- H. trifoliata Warren, 1907
- H. unanimaria Walker, 1862
- H. zeritis Felder, 1875